# 福山市立伊勢丘小学校
福山市立伊勢丘小学校（ふくやましりつ いせがおかしょうがっこう）は、広島県福山市伊勢丘五丁目にある公立小学校。
2008年に創立40周年となった。

## 沿革
- 1968年（昭和43年）4月 - 日本鋼管福山製鉄所の設立に伴い、同校の発祥となる福山市立大津野小学校伊勢丘教室を開設[1][注 1]。
- 1968年（昭和43年）10月 - 同校北校舎10教室を開設[1]。
- 1969年（昭和44年）4月 - 同校が福山市立大津野小学校から福山市立伊勢丘小学校として分離独立[1]。
- 1975年（昭和50年）4月 - 同校の児童増加対策として、同校の通学区域であった大門団地と幕山団地を福山市立坪生小学校の通学区域に編入合併[1][2]。
- 1976年（昭和51年）4月 - 同校の児童増加対策として、同校の通学区域であった高屋団地を福山市立緑丘小学校の通学区域に編入合併[1]。

## 校歌
- 作詞者は、鹿児島県肝属郡鹿屋町出身で広島大学教育学部教授の松田芳昭である[3]。
- 作曲者は、川原浩である[3]。

## 学区

### 通学区域
- 特別な事情がない限り、以下の地域の児童全員が同校に通学することとなっている[4][5]。

- 伊勢丘一丁目の全域
- 伊勢丘二丁目の全域
- 伊勢丘三丁目の一部
- 伊勢丘四丁目の全域
- 伊勢丘五丁目の一部
- 伊勢丘六丁目の一部
- 伊勢丘七丁目の一部
- 伊勢丘八丁目の全域
- 幕山台一丁目の一部
- 引野町北四丁目一部
- 引野町北五丁目一部
- 春日台の一部

### 中学校
- 以下に、特別な事情なき同校児童全員の進学先を示す[4][6]。
  - 福山市立鳳中学校

## 学区の地理

### 主要施設
- 福山市役所東部支所
- 福山市東部図書館
- 福山市伊勢丘公民館
- 福山東警察署伊勢丘交番

### 教育機関
- 幼稚園
  - 福山市立伊勢丘幼稚園
- 中学校
  - 福山市立鳳中学校